# Theodor von Jürgensen
Theodor von Jürgensen, född 11 april 1840 i Flensburg, död 8 maj 1907 i Tübingen, var en tysk läkare.
Jürgensen blev 1864 docent och 1869 extra ordinarie professor i Kiel samt 1873 ordinarie professor i invärtes medicin i Tübingen. Han utgav ett stort antal arbeten inom olika områden av invärtes medicinen, bland dem åtskilliga läroböcker, såsom Lehrbuch der speziellen Pathologie und Therapie (1886, fjärde upplagan 1902) och Erkrankungen der Kreislaufsorgane (i Hermann Nothnagels "Handbuch der speziellen Pathologie und Therapie", 1903).